# Asplenium cancellatum
Asplenium cancellatum là một loài thực vật có mạch trong họ Aspleniaceae. Loài này được Alston miêu tả khoa học đầu tiên năm 1956.